# شهرستان پینگیی
شهرستان پینگیی (به لاتین: Pingyi County) یک منطقهٔ مسکونی در چین است که در لینیای واقع شده‌است.